# Онг Бак 2: Непревзойдённый
«Онг Бак 2: Непревзойдённый» (англ. Ong Bak 2: The Beginning; тайск. องค์บาก 2) — тайский кинофильм с боевыми искусствами совместного производства режиссёров Тони Джа и Панна Риттикрай. Не является продолжением первой части «Онг Бак: Тайский воин» и сюжет логически никак не связан. Мировая премьера состоялась 4 декабря 2008 года. Рейтинг MPAA: детям до 17 лет не рекомендуется.

## Сюжет
В 1421 году по европейскому летосчислению (и в 1974 году по буддийскому календарю) влияние королевского двора Аютии времён правления короля Рамы II, который сам был родом из этих мест, стало более могущественным, чем Сукхотаи. И оно росло с каждым днём, расширяя свои владения на восток. Армия Аютии покорила Город Ангелов за 7 месяцев. Год и 3 месяца спустя городской глава Ратчасена, который долгое время вынашивал планы захвата трона начал уничтожать неугодных ему военачальников. Одним из таких и стал генерал Сингхадачо, сын которого Тиан чудом остался жив и попал в деревню повстанцев Пха Пик Крут, где командир Чер Нан воспитал его, как родного сына. Прошли годы. Но Тиан, который возмужал и стал прекрасным бойцом так и не обрёл покоя, омрачая каждый прожитый день чёрными мыслями о мести жестокому тирану Ратчасене.

## В ролях
- Тони Джа — Тиан
- Сорапонг Чатри — Чер Нан
- Саруню Вонгкрачан — Ратчасен
- Петчтай Вонгкамлао — Мхен
- Дэн Чупонг